# Svenja Paulsen
Svenja Malena Paulsen (* 12. März 2003) ist eine deutsche Fußballspielerin. Sie spielte auf der Abwehrposition für den FC Carl Zeiss Jena in der Frauen-Bundesliga und ist seit 2023 für die zweite Mannschaft des FC Villarreal aktiv. 

## Karriere

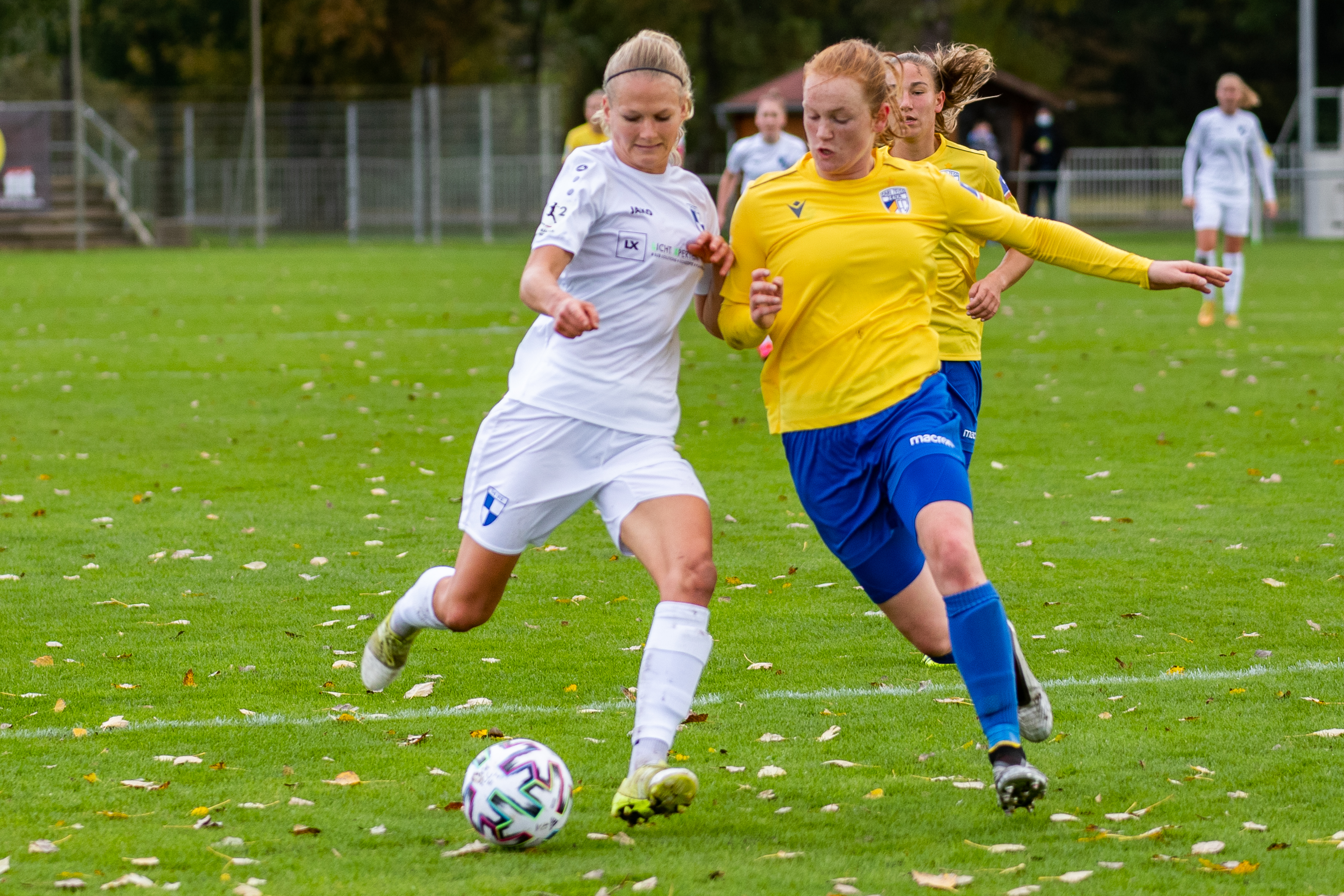
Paulsen im Jenaer Trikot (2020)

Paulsen wuchs in Schleswig-Holstein auf, mit dem Fußballspielen begann sie beim Osterrönfelder TSV, für den sie bis 2018 in den Nachwuchsmannschaften spielte. In der Saison 2016/17 gehörte sie der U14-Auswahl von Schleswig-Holstein an und absolvierte dabei sieben Einsätze im Länderpokal des DFB, bei denen sie zwei Tore erzielte. 2018 kam sie zu vier Einsätzen für die schleswig-holsteinische Landesauswahl, bei denen sie erneut zwei Tore erzielen konnte. Zur Saison 2018/19 wechselte Paulsen in das Nachwuchsleistungszentrum in Jena, wo sie fortan für den FF USV Jena spielte. Dort gehörte sie zunächst dem Kader der B-Juniorinnen des Vereins an, für die sie bis 2020 insgesamt 18 Spiele in der Bundesliga Nord/Nordost absolvierte, bei denen sie ein Tor erzielen konnte. 2019 kam sie zu vier Einsätzen für die Thüringer U16-Landesauswahl im Länderpokal und wurde zudem von Anouschka Bernhard für die U16-Juniorinnen-Nationalmannschaft berufen, für die sie am 7. Mai 2019 beim 3:0-Auswärtssieg gegen Frankreich im INF Clairefontaine debütierte. Zu einem weiteren Einsatz kam es jedoch nicht.
Zur Saison 2019/20 rückte Paulsen in den Kader der Bundesliga-Mannschaft des FF USV Jena auf, welche gerade aus der 2. Bundesliga aufgestiegen war. Dort kam die Abwehrspielerin zu acht Einsätzen und musste am Saisonende mit den Jenaerinnen den Gang zurück in die 2. Bundesliga antreten. Es folgte die Abgabe des Spielrechts an den FC Carl Zeiss Jena. In der Saison 2020/21, in der die 2. Frauen-Bundesliga aufgrund der Auswirkungen der COVID-19-Pandemie zweigleisig gespielt wurde, kam Paulsen zu insgesamt 16 Ligaeinsätzen und war damit einer der Stammspielerinnen der Mannschaft. Es gelang der direkte Wiederaufstieg in die Bundesliga. Danach gehörte Paulsen auch dem Jenaer Bundesligakader der Saison 2021/22 an, die Saison beendete der Verein mit lediglich fünf Punkten aus 22 Spielen als abgeschlagener Letzter, was direkten Wiederabstieg bedeutete; sie war erneut Stammspielerin und bestritt 17 Spiele. In der folgenden Saison 2022/23 spielte sie für die Jenaerinnen in der 2. Bundesliga, wo der Abstieg erst gegen Saisonende verhindert werden konnte. Nach der Saison verließ sie Jena und schloss sich der zweiten Mannschaft des FC Villarreal an. 